# Dolymorpha
Dolymorpha là một chi bướm ngày thuộc họ Lycaenidae.